# Jeżewnica (Pommeren)
Jeżewnica is een plaats in het Poolse district  Starogardzki, woiwodschap Pommeren. De plaats maakt deel uit van de gemeente Osiek en telt 110 inwoners.